# Lysorophia
De Lysorophia zijn een orde, behorende tot de Lepospondyli, van uitgestorven slangachtige amfibieën binnen de Recumbirostra uit het Carboon en Perm. De orde bestaat slechts uit de enige familie Lysorophidae, die onderverdeeld is in vijf geslachten, hoewel enkele mogelijk niet geldig zijn. De Lysorophia, enkel bekend van fossielen, zagen er waarschijnlijk uit als slangen vanwege hun verlengde en aalachtige lichamen en hadden minuscule pootjes.

## Anatomie en morfologie

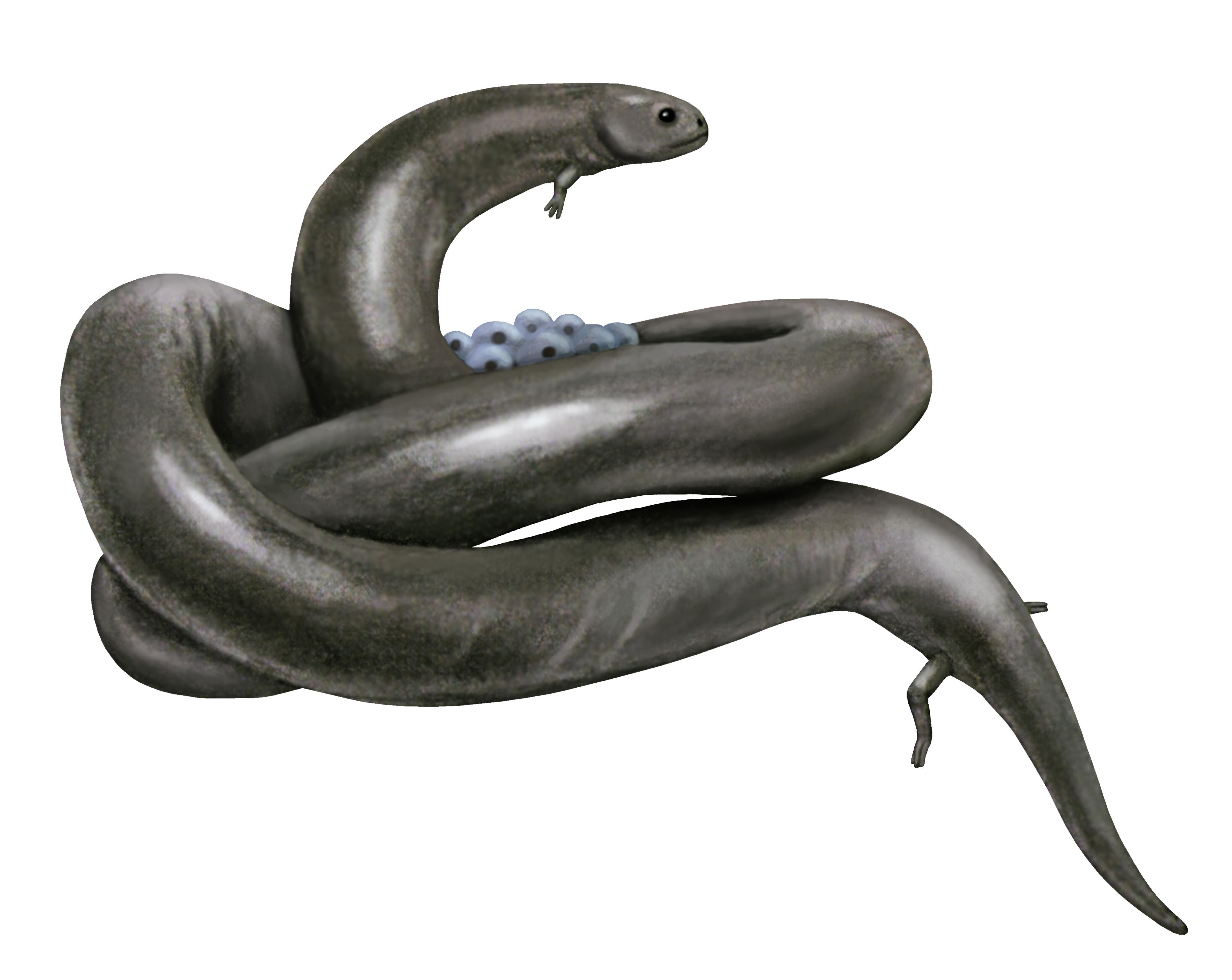
Lysorophus met eitjes.

De schedel is zwaar gebouwd, maar met grote zijdelingse openingen om de kaakmusculatuur op te vangen, met kleine oogkassen die beperkt zijn tot de voorste rand van de grote fenestrae. De intertemporale, supratemporale, postfrontale en jukbeenderen van de schedel zijn verdwenen. De kaken zijn kort en robuust met een klein aantal grote driehoekige tanden. Hoewel aanvankelijk werd gedacht dat de maxilla en premaxilla vrij beweegbaar waren, tonen gedetailleerde anatomische studies aan dat dit niet het geval is. De hersenpan is extreem robuust, wat suggereert dat lysorophiden bezig waren met graven met hun hoofd naar voren.
De romp is erg langwerpig, de ledematen klein of afwezig, en de staart kort. Er zijn tot negenennegentig pre-sacrale (dat wil zeggen exclusief de heupen en staart) wervels.
Op basis van de morfologie van de cranio-vertebrale articulatie en de interne structuur van het hoofd, worden lysorophiden meestal beschouwd als verwant aan de Microsauria, hoewel het patroon van de botten van de schedel enigszins verschilt.

## Voorkomen

### Leefgebied
Leden van de Lysorophia leefden van wat nu west-Europa is, tot diep in Noord-Amerika.

### Vondsten
Vondsten van Lysorophia zijn voornamelijk afkomstig uit het Pennsylvanien en het Vroeg-Perm, in Noord-Amerikaans gesteente. Fossielen van de Lysorophia zijn onder andere gevonden in de Cutlerformatie in San Juan County (Utah) en de Mazon Creek-fossielbedden in Grundy County (Illinois). Ook in Europa zijn vondsten gedaan, afkomstig uit het Carboon, in Ierland en Groot-Brittannië. Mogelijke resten van Lysorophia zijn ook gevonden in Frankrijk in La Machine, waarvan echter niet duidelijk is of deze overblijfselen tot de Aïstopoda of de Lysorophia behoren.

## Paleo-ecologie
Zwemsporen die verwijzen naar lysorophiden zijn gevonden in de Robledo-bergen van New Mexico, een gebied dat beroemd is om zijn tetrapode sporen uit het Perm. Aangeduid als de ichnogenus Serpentichnus, komen deze markeringen voor als een reeks L-vormige groeven, die zijn verdeeld in twee schachten: een lange, diagonale schacht voorafgegaan door een kortere, naar voren gerichte schacht die onder een hoek van honderdvijftig graden is geplaatst. Aan weerszijden van de reeks bosjes vinden kleine voetafdrukken plaats. Toen ze oorspronkelijk in 2003 werden beschreven, werd beweerd dat de sporen van Serpentichnus waren gevormd door een dier met een lang lichaam en kleine ledematen, dat zich in een 'zijwaartse' beweging langs een rivierbedding bewoog. Lysorophiden als Brachydectes werden beschouwd als de meest waarschijnlijke gegadigden voor deze zwemsporen.
Sommige paleontologen hebben echter betoogd dat de sporen van Serpentichnus niet echt door dieren zijn gevormd. Deze bronnen beweren dat de groeven gereedschapssporen waren, wat betekent dat ze werden gevormd door rotsen of vegetatie die tegen de rivierbedding borstelden terwijl ze werden meegevoerd door een stroming.

## Onderverdeling
- Lysorophia
  - Lysorophidae
    -  ?Brachydectes
    -  ?Megamolgophis
    - Cocytinus
    - Lysorophus
    - Molgophis